# Île Valcour
L’île Valcour est une île du lac Champlain. Administrativement, elle dépend du comté de Clinton de l'État de New York aux États-Unis.
Quatrième île du lac Champlain en termes de superficie, l'île, sur laquelle se trouve un ancien phare, est devenue un parc d'État associé au parc Adirondack et est notable pour ses populations de Grands Hérons.
Une bataille navale y eut lieu en 1776.